# Emmanuel du Parquet
Emmanuel Joseph Marie du Parquet (* 1869 in Chester; † 1933 in Paris) war ein französischer Offizier und Diplomat.
Im Lettischen Unabhängigkeitskrieg wirkte Lieutenant Colonel Parquet als Chef der französischen Militärmission von 1919 bis 1920 und war Verhandlungspartner beim Waffenstillstand von Strasdenhof am 3. Juli 1919.

## Werke
- L'aventure allemande en Lettonie (dt. Der Drang nach Osten), Paris, 1926.